# Konjsko (Lipljan)
Pour les articles homonymes, voir Konjsko.
Kojskë en albanais et Konjsko en serbe latin (en serbe cyrillique : Коњско) est une localité du Kosovo située dans la commune/municipalité de Lipjan/Lipljan, district de Pristina (Kosovo) ou district de Kosovo (Serbie). Selon le recensement kosovar de 2011, elle compte 365 habitants, dont 364 Albanais.

## Démographie

### Évolution historique de la population dans la localité
| 1948 | 1953 | 1961 | 1971 | 1981 | 1991 | 2011 |
| ---- | ---- | ---- | ---- | ---- | ---- | ---- |
| 98   | 122  | 157  | 213  | 264  | 293  | 365  |

|  |